# Municipio de Värnamo
El municipio de Värnamo (en sueco: Värnamo kommun) es un municipio en la provincia de Jönköping, al sur de Suecia. Su sede se encuentra en la ciudad de Värnamo. El municipio se creó en 1971 cuando la ciudad de Värnamo (instituida en 1920) se fusionó con los municipios rurales circundantes para formar una entidad de tipo unitario.

## Localidades
Hay 10 áreas urbanas (tätort) en el municipio:
| #  | Tätort   | Población |
| -- | -------- | --------- |
| 1  | Värnamo  | 19 669    |
| 2  | Rydaholm | 1628      |
| 3  | Bredaryd | 1556      |
| 4  | Forsheda | 1509      |
| 5  | Bor      | 1289      |
| 6  | Lanna    | 386       |
| 7  | Horda    | 353       |
| 8  | Kärda    | 343       |
| 9  | Hånger   | 319       |
| 10 | Åminne   | 212       |